# Paranthus rapiformis
Paranthus rapiformis is een zeeanemonensoort uit de familie Actinostolidae. Paranthus rapiformis werd in 1817 voor het eerst beschreven door de Franse natuuronderzoeker Charles Alexandre Lesueur en is inheems in de noordwestelijke Atlantische Oceaan en de Golf van Mexico.

## Beschrijving
P. rapiformis is een kleine witte zeeanemoon die zich in het sediment ingraaft, meestal in de subtidale zone. De basis van de zuil is uitgerekt waarmee de anemoon zichzelf bevestigd aan een verzonken steen of schelp. Wanneer bedekt met water, verspreiden de korte tentakels zich over het oppervlak van het zand. Als het dier wordt verstoord, trekken de tentakels zich terug en wordt de zuil opgeblazen om een bolvorm te vormen; deze is doorschijnend, met in de lengterichting witte strepen waardoor deze op een kleine ui lijkt.